# Jean de Sibour
Pour les articles homonymes, voir Sibour.
Jean Jacques Henri Blaise de Sibour, né le 29 janvier 1922 à Londres (Angleterre) et mort pour la France le 31 août 1943 dans la région de Ielnia (URSS), était un aviateur de la France libre durant la Seconde Guerre mondiale, membre du Régiment de chasse Normandie-Niémen.

## Distinctions
- Croix de guerre 1939-1945 (1 palme)
- Médaille de la Résistance française